# Christian Sappok
Christian Sappok (* 27. August 1941 in Berlin) ist ein deutscher Slawist und Professor für Slavische Philologie in Bochum.

## Leben und Wirken
Christian Sappok, Sohn von Susanne Sappok, geborene Reichert, und des Historikers Gerhard Sappok, besuchte Gymnasien in München und in Berlin, wo er 1960 sein Abitur erhielt, studierte von 1960 bis 1968 Slawistik, Osteuropäische Geschichte und Politische Wissenschaften an der Universität München und wurde dort 1968 zum Dr. phil. promoviert. Von 1968 bis 1971 wirkte er als Dozent des Goethe-Instituts. Ab 1971 war er Assistent am Slavischen Seminar der Universität Tübingen, von wo er 1978 auf eine Professur für slawische Sprachwissenschaft an der Ruhr-Universität Bochum berufen wurde. Diese hatte er bis zu seiner Pensionierung im Jahr 2006 inne. Er ist ein Gründungsmitglied des slawistischen Konstanzer Kreises.
Sappok publizierte zunächst zur polnischen Literatur, ab den achtziger Jahren wandte er sich immer stärker der Phonetik und der Dialektologie zu. Zusammen mit russischen Kollegen unternahm er eine große Anzahl dialektologische Expeditionen in Russland. Seit 2007 lehrt er auch an der Universität Kirow.
Christian Sappok ist katholisch, seit 1969 verheiratet mit Ursula Sappok und hat drei Kinder (Christopher, Daniel und Maria).

## Veröffentlichungen (Auswahl)
- Die Bedeutung des Raumes für die Struktur des Erzählwerkes, aufgezeigt am Beispiel aus der polnischen Literatur. 1970.